# André Lavie
André Lavie (ur. 28 czerwca 1959 w Pau, zm. 12 lipca 1990 w Arrens-Marsous) – francuski lekkoatleta, średniodystansowiec, medalista halowych mistrzostw Europy.

## Kariera sportowa
Specjalizował się w biegu na 800 metrów. Odpadł w półfinale biegu na 800 metrów na uniwersjadzie w 1983 w Edmonton. Zdobył srebrny medal w tej konkurencji na halowych mistrzostwach Europy w 1984 w Göteborgu, przegrywając jedynie z Donato Sabią z Włoch, a wyprzedzając Phila Norgate’a z Wielkiej Brytanii. Odpadł w eliminacjach biegu na 800 metrów na zawodach Przyjaźń-84, zorganizowanych w Moskwie dla lekkoatletów z państw bojkotujących igrzyska olimpijskie w 1984 w Los Angeles. Zajął 5. miejsce na tym dystansie na światowych igrzyskach halowych w 1985 w Paryżu.
Odpadł w półfinale biegu na 800 metrów na halowych mistrzostwach Europy w 1986 w Madrycie. Zajął 7. miejsce w biegu na 800 metrów na igrzyskach śródziemnomorskich w 1987 w Latakii.
Był wicemistrzem w biegu na 800 metrów w 1984 i 1987 oraz brązowym medalistą na tym dystansie w 1981 i 1982. W hali był mistrzem swego kraju w biegu na 800 metrów w 1986 i 1988 oraz brązowym medalistą w tej konkurencji w 1984 i 198.
Rekordy życiowe Lavie:
- bieg na 800 metrów – 1:46,90 (24 czerwca 1983, Paryż)
- bieg na 800 metrów (hala) – 1:48,35 (4 marca 1984, Göteborg)